# Marc-Antoine Dequoy
(en) Statistiques sur statscrew
Marc-Antoine Dequoy est un demi défensif de football canadien avec les Alouettes de Montréal.

## Biographie

### Jeunesse
Dequoy grandit à l'Île-Bizard et commence à jouer au football organisé à l'âge de cinq ans. Il fréquente le Cégep André-Laurendeau mais ne joue pas au football, invoquant un manque de passion. En 2013, il change d'école et fréquente le Collège Montmorency, où il fait partie de l'équipe, disputant cinq matchs. Il ne joue pas en 2014 à cause d'une fracture de la clavicule gauche, et de nouveau en 2015, après avoir été déclaré inéligible.

### Carrière universitaire
Diplômé d’études du jeu vidéo, il joue son football universitaire avec les Carabins de l'Université de Montréal où il est nommé joueur défensif de l’année du RSEQ en 2018,.

### Carrière professionnelle
Il est choisi par les Alouettes au deuxième tour du repêchage de la LCF (en) en 2020.
Outre un bref passage au camp des recrues des Packers de Green Bay, sa carrière professionnelle est avec les Alouettes. Le 31 mars 2023, il est annoncé qu'il accepte une prolongation de contrat jusqu’à la saison 2025.
Dans un article de La Presse de 2023, il révèle qu'il a également avoir été approché par les Saints de La Nouvelle-Orléans en 2021 alors qu'il était déjà sous contrat avec Montréal.

## Vie privée

### Langue et identité québécoise
Son profil Instagram est majoritairement en français et il déclare qu'il est fier de son identité québécoise : 

« J’ai toujours été conscient de la fierté québécoise. Je suis fier de jouer pour une équipe québécoise. Et en faisant partie de l’équipe, j’ai compris que cette fierté pouvait passer par moi aussi. Ce n’est pas difficile pour moi de promouvoir la langue française ou le Québec. J’ai envie de le faire. »

Après la victoire des Alouettes à la 110e Coupe Grey, Dequoy, en entrevue avec un journaliste de la chaine télévisée francophone Réseau des sports (RDS) s’exprime de façon très libre, émotive et avec un ressentiment dans lequel il dénonce d'une part le manque de français à Hamilton et d'autre part le manque de respect de la communauté anglophone du Canada et de la chaîne de télévision The Sports Network (TSN) envers sa formation montréalaise. Ses propos sont amplifiés par le chef péquiste Paul St-Pierre Plamondon sur X, qui dénonce également « une coupe Grey unilingue anglaise ». Dans son entrevue ultérieure en anglais sur TSN, il remercie l'entraîneur principal Jason Maas d'avoir souligné que les joueurs apprennent le français et embrassent la culture québécoise.

### Culture populaire
En 2022, Dequoy participe à la saison 2 de Big Brother Célébrités. En 2022, on rapporte qu'il vit dans le quartier montréalais de Villeray. En mars 2025, il joue son propre rôle sous le nom de Manuel Vézina, dans la quotidienne Indéfendable, sur les ondes de TVA. Il participera aussi à la troisième saison de Sortez-moi d'ici dès avril 2025, toujours sur TVA.